# Piotr Szostak
Piotr Mikałajewicz Szostak (biał. Пётр Мікалаевіч Шостак, ros. Пётр Ніколаевіч Шостак, Piotr Nikołajewicz Szostak; ur. 12 lipca 1966 w Iljiczu w rejonie petrykowskim) – białoruski inżynier i polityk; od 2012 roku deputowany do Izby Reprezentantów Zgromadzenia Narodowego Republiki Białorusi V kadencji.

## Życiorys
Urodził się 12 lipca 1966 roku we wsi Iljicz, w rejonie petrykowskim obwodu homelskiego Białoruskiej SRR, ZSRR. Ukończył Białoruską Państwową Akademię Gospodarstwa Wiejskiego ze specjalnością „Mechanizacja gospodarstwa wiejskiego”. Pracował jako elektromonter, inżynier, główny inżynier Petrykowskiego Rejonowego Przedsiębiorstwa Rolno-Energetyczno-Gazowego, dyrektor Petrykowskiego Zjednoczenia Sieci Kotłowych i Ciepłowniczych, zastępca przewodniczącego, pierwszy zastępca przewodniczącego, przewodniczący Rzeczyckiego Rejonowego Komitetu Wykonawczego.
18 października 2012 roku został deputowanym do Izby Reprezentantów Zgromadzenia Narodowego Republiki Białorusi V kadencji z Buda-Koszelewskiego Okręgu Wyborczego Nr 38. Pełnił w niej funkcję członka Stałej Komisji ds. Ekologii, Eksploatacji Przyrody i Katastrofy Czarnobylskiej. Jego kadencja w Izbie Reprezentantów zakończyła się 11 października 2016 roku.

## Życie prywatne
Piotr Szostak jest żonaty, ma dwóch synów i córkę.